# Cerneahovsk
Cerneahovsk (până în 1946 – Insterburg; în rusă Черняховск, în germană Insterburg, în lituaniană Įsrutis, în poloneză Wystruć) este un oraș din regiunea Kaliningrad, Federația Rusă.
Cu o populație de 37,5 mii de locuitori (2015), este al treilea oraș ca mărime în regiunea Kaliningrad, după orașele Kaliningrad și Sovetsk. Orașul este situat la confluența râurilor Instruci și Angrapa. Localitatea este un port fluvial.

## Istoric
Statul monastic al Cavalerilor Teutoni 1336–1466

 Statul monastic al Cavalerilor Teutoni (Vasal al Poloniei) 1466–1525

 Ducatul Prusia (Vasal al Poloniei) 1525–1657

 Brandenburg-Prusia 1657–1701

 Regatul Prusiei 1701–1871

 Imperiul German 1871–1918

 Republica de la Weimar 1918–1933

 Imperiul German 1933–1945

 Uniunea Sovietică 1945–1991

 Federația Rusă 1991–prezent 